# Cèl·lula fol·licular tiroidal
Les cèl·lules fol·liculars tiroidals (també anomenades cèl·lules epitelials tiroidals o tiròcits) són el tipus cel·lular principal de la glàndula tiroide i són responsables de la producció i secreció de les hormones tiroidals tiroxina (T4) i triiodotironina (T3). Formen l'única capa d'epiteli cuboidal que constitueix l'estructura externa del fol·licle tiroidal gairebé esfèric.